# Confluencia megye
Confluencia egy megye Argentína nyugati részén, Neuquén tartományban. Székhelye Neuquén.

## Földrajz
A megye Argentína középpontjától kissé délre, Patagónia északi részén található, ott, ahol a Neuquén és a Limay folyók összefolyásából kialakul a Río Negro. Erre utal a megye neve is, ugyanis a spanyol confluencia szó jelentése „összefolyás”. A megyeszékhely, Neuquén, amely egyben az egész tartomány székhelye is, éppen a két folyó egyesülésének közvetlen közelében épült fel.
További jelentősebb települései: Centenario, Plottier, Cutral Co és Plaza Huincul.

## Népesség
A megye népessége a közelmúltban a következőképpen változott:
| Év   | Lakosság |
| ---- | -------- |
| 2001 | 312 394  |
| 2010 | 362 673  |